# Aragón (folyó)
Az Aragón az Ebro egyik jelentős bal oldali mellékfolyója. Teljes hossza kb. 129 km. Aragónia, Huesca tartományának Jacetania járásában ered a Pireneusok középső részén, Canfranc falu közelében. Aragóniából délnyugat felé átfolyik Navarrába, ahol a Tugelától nem messze található  Milagrónál ömlik az Ebróba. Ennek megfelelően vízgyűjtő területének legnagyobb része is spanyol területen van, de egy néhány négyzetkilométeres csücske átlóg az országhatáron Franciaországba. Két legfontosabb jobb oldali mellékvize az Irati és az Arga, további mellékvizei a Verál és a Zidacos.
Felső vízgyűjtő területét (1500 km²; legmagasabb pontja több mint 2600 m) a már Navarrában található Yesa faluig számítják. Itt a folyót a tengerszint fölött 492 m-rel elgátolták, és nagy víztározót alakítottak ki vízerőművel. A víz egy részét öntözésre használják.
A vízgyűjtőn a csapadék átlagos mennyisége 750 mm/év, de eloszlása rendkívül egyenetlen: a forrásvidéken eléri az 1600 mm/évet is. A tél és a tavasz viszonylag esős, a nyár és az ősz szárazabb.
Alsó szakaszán civil kezdeményezésre 2003-ban visszatelepítették az eurázsiai hódot (Castor fiber).
A folyó völgyében szervezték meg 802-ben a frankok Marca Hispanica tartomány részeként Aragónia grófságot, a későbbi Aragóniai Királyság, illetve a mai Aragónia elődjét.

## Fordítás
Ez a szócikk részben vagy egészben  az   Aragón (river) című angol Wikipédia-szócikk ezen változatának fordításán alapul.  Az eredeti cikk szerkesztőit annak laptörténete sorolja fel. Ez a jelzés csupán a megfogalmazás eredetét és a szerzői jogokat jelzi, nem szolgál a cikkben szereplő információk forrásmegjelöléseként.